# Исберг, София
София Исберг (швед. Sophia Isberg, полное имя Helena Sofia Isberg, известна также как Jungfru Isberg; 1819—1875) — шведская художница и ремесленник, известная своими работами по дереву.

## Биография
Родилась 28 февраля 1819 года в приходе Сэби провинции Смоланд.
В 1840 году вместе с родителями и братом Якобом (Jakob Fredrik Isberg) переехали в город Мутала, где и прожила всю свою жизнь. Её отец был краснодеревщиком, прославился резьбой по дереву и обучил этому искусству Софию.
В 1847 году её работы были выставлены на выставке Шведской ассоциации ремесленников в Стокгольме и имели успех. Шведский скульптор, профессор Карл Густав Кварнстрём заметил девушку и предложил ей переехать в Стокгольм, обеспечив Софии стипендию для обучения в Шведской королевской академии художеств. Стипендию в размере 200 риксдалеров предложила королева Жозефина, но София отклонила это предложение, решив оставаться в том статусе небогатого человека.
Продолжая любимое занятие, она была счастлива там, где находилась — жила со своим братом в коттедже в Мутале, несмотря на свой успех. Её работы выставлялись в Лондоне (1862), Париже (1865) и Вене (1875), вызывая восхищение во всем мире. Однажды король Швеции Карл XV во время визита в Мотала выразил желание увидеть Исберга. Софии послали записку с приглашением, но она ответила, что, если король желает её видеть, то ему придется приехать к ней. Встреча не состоялась, при этом Карл XV восхищался её работами и охотно покупал их.
София Исберг работала преимущественно с деревом, особенно с карельской берёзой, отдельные работы выполнены из слоновой кости. Мотивы некоторых её произведений взяты из истории и библейских рассказов. Работы Исберг представлены постоянной экспозицией в музее Муталы, а также в Национальном музее Швеции, Музее северных стран и городском музее Эстергётланда. Она выставлялась в Швеции и за рубежом, в частности, на Всемирной выставке 1855 года в Париже. Была удостоена многих наград и призов.
Умерла 21 мая 1875 года в Мутале, где и была похоронена.
Пятидесятая годовщина смерти Софии Исберг была отмечена проведением мемориальной выставки в музее Мотала в 1925 году. Памятник художнице установлен в Парке скульптур Берга.